# La Ronde (film, 1964)
Pour les articles homonymes, voir La Ronde.
Pour plus de détails, voir Fiche technique et Distribution.
La Ronde est un film franco-italien réalisé par Roger Vadim et sorti en  1964. Un des deux protagonistes de chaque couple amoureux forme une chaîne lorsqu'il change de partenaire : c’est la ronde de l’amour qui passera par toutes les couches de la société, y compris l'interlope. Cette ronde se refermera en retrouvant le protagoniste qui l’ouvrit avec un partenaire différent...

## Synopsis
Au début une fille des rues drague Georges, un soldat qui se laisse entraîner par elle dans un coin sombre pour répondre à ses avances et refuse ensuite de lui donner son cadeau en disant qu'il n'a pas de sous et a raté l'heure de rentrée à la caserne, mais il rentre à temps à la caserne en  sautant le mur.
Georges ensuite danse une polka piquée au bal avec Germaine puis Rose sa copine qu'il séduit et qu'il entraîne dans un superbe jardin privé désaffecté. Rose lui demande Dis moi si tu m'aimes ? et Georges la quitte après lui avoir fait l'amour puis il repart danser une autre polka avec Germaine.
Rose ensuite qui est soubrette dans une maison riche et cossue est séduite par Alfred qui prépare un examen et attend son professeur. Le fils Alfred séduit Rose et arrive à ses fins sur le divan puis ne lui répond pas lorsqu'elle lui demande Vous m'aimez un peu ?, et il s'empresse de recevoir son précepteur en la congédiant de son bureau.
Alfred ensuite est plus âgé et il attend anxieusement Sophie dans sa garçonnière de deux pièces avec un salon et une chambre séparée. Elle arrive et lui dit qu'elle doit partir vite retrouver sa sœur. Elle est mariée et elle trompe son mari avec Alfred qui est très amoureux d'elle et qu'il prend pour une pure oie blanche quand elle lui dit Nous sommes des anges. Elle se laisse faire lorsqu'il la porte dans le lit de sa chambre pour vivre ensemble un amour torride qui la change de son mari.
Sophie est après dans le lit conjugal avec son mari Henri qui lui dit qu'il est toujours amoureux d'elle. Elle lui demande s'il a connu avant son mariage des créatures (des filles, des prostituées) en se rappelant son aventure avec Alfred. Il dit oui mais refuse d'en parler plus en lui disant La vie est une chose grave, le plaisir n'est qu'un dessert et en la laissant avec ses désirs de femme insatisfaite.
Henri qui est un mari volage, amène ensuite une midinette de 19 ans qu'il a dragué, dans un cabinet particulier pour lui faire l'amour. Elle lui raconte qu'elle vit chez sa mère pour s'occuper de ses frères et sœurs. Elle découvre qu'il est marié et le regrette car il ne pourra pas lui proposer une liaison suivie.
La midinette est ensuite draguée dans la rue par un écrivain qui lui propose d'aller chez lui et l'emmène dans sa belle voiture De Dion-Bouton. Chez lui il lui parle de son futur talent de comédienne et la séduit en lui faisant lire Psyché avec lui et en lui disant qu'il peut faire d'elle une future vedette.
L'écrivain est ensuite à dîner chez Maxim's avec Maximilienne qui est une célèbre actrice de théâtre avec qui il a vécu et qu'il a quitté plusieurs fois aussi. Les amants dansent un tango puis l'écrivain propose à Maximilienne de l'emmener à Senlis dans la maison de sa tante morte depuis quelques mois. Au lit ensemble sous l'édredon rouge leurs retrouvailles font long feu et l'écrivain lui dit On aurait pu s'aimer tous les deux. Alors on va dormir. Bonsoir mon chou, bonsoir Jeanne qui est le vrai prénom de l'actrice.
Puis on retrouve Maximilienne dans son lit qui attend un jeune comte officier rencontré la veille après son spectacle et qui lui a d'emblée demandé un rendez-vous galant chez elle. Elle le séduit car il ne pense qu'à la guerre proche avec ses amis officiers. Elle l'emmène jusque dans son bain en lui disant Je ne pense pas moi et quand quelque chose me plaît, c'est tout de suite. Puis après leur passage à l'acte d'amour et après son départ elle se dit Toi tu me plais trop, je ne te reverrais jamais.
Ensuite le comte joue à la roulette russe avec ses amis officiers chez Maxim's au risque d'en mourir, puis il drague une fille dans un passage obscur de la rue qui l'emmène chez elle et qui le couche dans son lit d'où il se réveille complètement saoul. Tu m'embrasses ? lui dit-elle après avoir passé avec lui une nuit très chaude en lui disant Toute la nuit si tu veux savoir. Puis lorsqu'il la quitte sans lui donner d'argent, elle lui dit Moi aussi j'ai connu tous les bals, j'ai été belle, j'ai connu la ronde. Et elle danse...

## Fiche technique
- Titre : La Ronde
- Réalisation : Roger Vadim
- Scénario : Jean Anouilh d’après la pièce d’Arthur Schnitzler La Ronde (Reigen, 1903)
- Musique : Michel Magne
- Directeur de la photo : Henri Decaë
- Décors : François de Lamothe
- Costumes : Marc Doelnitz
- Montage : Victoria Mercanton
- Pays de production :  France,  Italie
- Langue de tournage : français
- Année de tournage : 1963
- Producteurs : Raymond Hakim, Robert Hakim
- Sociétés de production : Société Nouvelle Pathé Cinéma (France), Paris Film Productions (France), Interopa Film (Italie)
- Société de distribution : Pathé
- Format : Couleur — 2.35:1 Franscope — monophonique — 35 mm
- Genre : comédie dramatique
- Durée : 110 min
- Date de sortie : 
  - France : 16 octobre 1964

## Distribution
- Marie Dubois : la fille
- Claude Giraud : Georges
- Valérie Lagrange : l'amie de Rose
- Anna Karina : Rose
- Cora Vaucaire : la chanteuse
- Jean-Claude Brialy : Alfred
- Jane Fonda : Sophie
- Maurice Ronet : Henri
- Catherine Spaak : la midinette
- Bernard Noël : l'auteur
- Denise Benoît : Yvette Guilbert
- Francine Bergé : Maximilienne de Poussy
- Jean Sorel : le comte
- Renée Passeur : la voisine
- Alice Cocéa : la concierge
- Jacques Chazot
- Anne-Marie Coffinet : une cliente de chez Maxim's
- Dani : une cliente de chez Maxim's
- Serge Marquand : le comte Zadine
- Bernard Murat
- Jean Ozenne
- Jean Parédès : le maître d'hôtel
- Dominique Zardi : un soldat

## Autour du film
- Nouvelle adaptatation de la pièce d'Arthur Schnitzler, quatorze ans après La Ronde de Max Ophüls (1950).
- Certaines scènes du film utilisent comme décor naturel le Castel Henriette (1899) d'Hector Guimard, qui sera démoli en 1969.